# HMNB Devonport
 (juillet 2025).
La mise en forme du texte ne suit pas les recommandations de Wikipédia : il faut le « wikifier ».
Les points d'amélioration suivants sont les cas les plus fréquents. Le détail des points à revoir est peut-être précisé sur la page de discussion.
- Les titres sont pré-formatés par le logiciel. Ils ne sont ni en capitales, ni en gras.
- Le texte ne doit pas être écrit en capitales (les noms de famille non plus), ni en gras, ni en italique, ni en « petit »…
- Le gras n'est utilisé que pour surligner le titre de l'article dans l'introduction, une seule fois.
- L'italique est rarement utilisé : mots en langue étrangère, titres d'œuvres, noms de bateaux, etc.
- Les citations ne sont pas en italique mais en corps de texte normal. Elles sont entourées par des guillemets français : « et ».
- Les listes à puces sont à éviter, des paragraphes rédigés étant largement préférés. Les tableaux sont à réserver à la présentation de données structurées (résultats, etc.).
- Les appels de note de bas de page (petits chiffres en exposant, introduits par l'outil «  Source ») sont à placer entre la fin de phrase et le point final[comme ça].
- Les liens internes (vers d'autres articles de Wikipédia) sont à choisir avec parcimonie. Créez des liens vers des articles approfondissant le sujet. Les termes génériques sans rapport avec le sujet sont à éviter, ainsi que les répétitions de liens vers un même terme.
- Les liens externes sont à placer uniquement dans une section « Liens externes », à la fin de l'article. Ces liens sont à choisir avec parcimonie suivant les règles définies. Si un lien sert de source à l'article, son insertion dans le texte est à faire par les notes de bas de page.
- La présentation des références doit suivre les conventions bibliographiques. Il est recommandé d'utiliser les modèles {{Ouvrage}}, {{Chapitre}}, {{Article}}, {{Lien web}} et/ou {{Bibliographie}}. Le mode d'édition visuel peut mettre en forme automatiquement les références.
- Insérer une infobox (cadre d'informations à droite) n'est pas obligatoire pour parachever la mise en page.

Pour une aide détaillée, merci de consulter Aide:Wikification.
Si vous pensez que ces points ont été résolus, vous pouvez retirer ce bandeau et améliorer la mise en forme d'un autre article.
HMNB Devonport est, avec les HMNB  Portsmouth et HMNB Clyde, l'une des trois bases opérationnelles de la Royal Navy. Comme son nom l'indique, elle est située à Devonport, un district de la ville de Plymouth. Elle est la plus grande base navale d'Europe occidentale.
La base a commencé comme Royal Navy Dockyard à la fin du XVIIe siècle, mais la construction navale a cessé à Devonport au début des années 1970, bien que les travaux d'entretien des navires aient continué. Les installations de maintenance désormais privatisées sont exploitées par Babcock Marine, une division de Babcock International Group, qui a repris l'ancien propriétaire Devonport Management Limited (DML) en 2007. DML dirigeait le chantier naval depuis sa privatisation en 1987.
De 1934 jusqu'au début du XXIe siècle, la caserne navale sur le site s'appelait HMS Drake (auparavant connue sous le nom de HMS Vivid d'après le navire-dépôt du même nom ). Le nom HMS Drake et sa structure de commande ont été étendus pour couvrir toute la base. Les bâtiments de la caserne sont maintenant appelés le Fleet Accommodation Center. Au début des années 1970, la nouvelle « base de maintenance de la flotte » fut elle-même commandée sous le nom de HMS Defiance ; il le resta jusqu'en 1994, date à laquelle il fut fusionné avec le HMS Drake.
HM Naval Base Devonport est le port d'attache de la flottille de Devonport qui comprend la classe Trafalgar de sous-marins. En 2009, le ministère de la Défense a annoncé la conclusion d'un examen de longue date du rôle à long terme de trois bases navales. Devonport ne serait plus utilisé comme base pour les sous-marins d'attaque après leur transfert à Faslane d'ici 2017, et les destroyers de type 45 sont basés à Portsmouth. Cependant, Devonport conserve un rôle à long terme en tant que foyer dédié de la flotte amphibie, des navires de surveillance et de la moitié de la flotte de frégates.

## Histoire

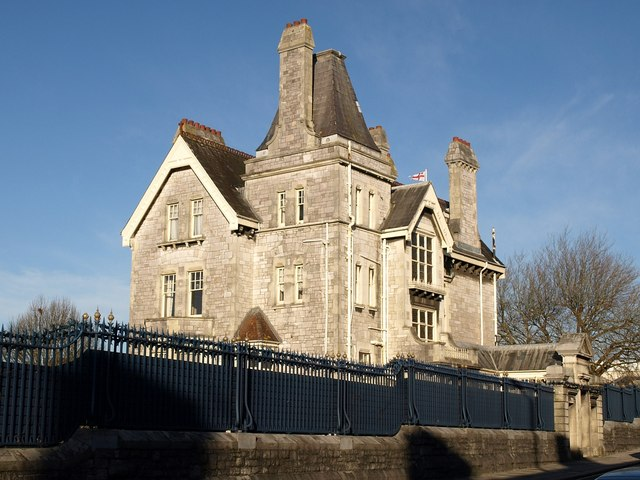
Drake House (résidence du commodore), HMS Drake.

La HMNB Devonport fait partie de la Royal Navy depuis 1691.
En 1588, les navires de la marine anglaise mettent le cap sur l' Armada espagnole par l'embouchure de la rivière Plym, établissant ainsi la présence militaire à Plymouth. Sir Francis Drake est maintenant un héritage durable à Devonport, car la base navale a été nommée HMS Drake .

### Origines

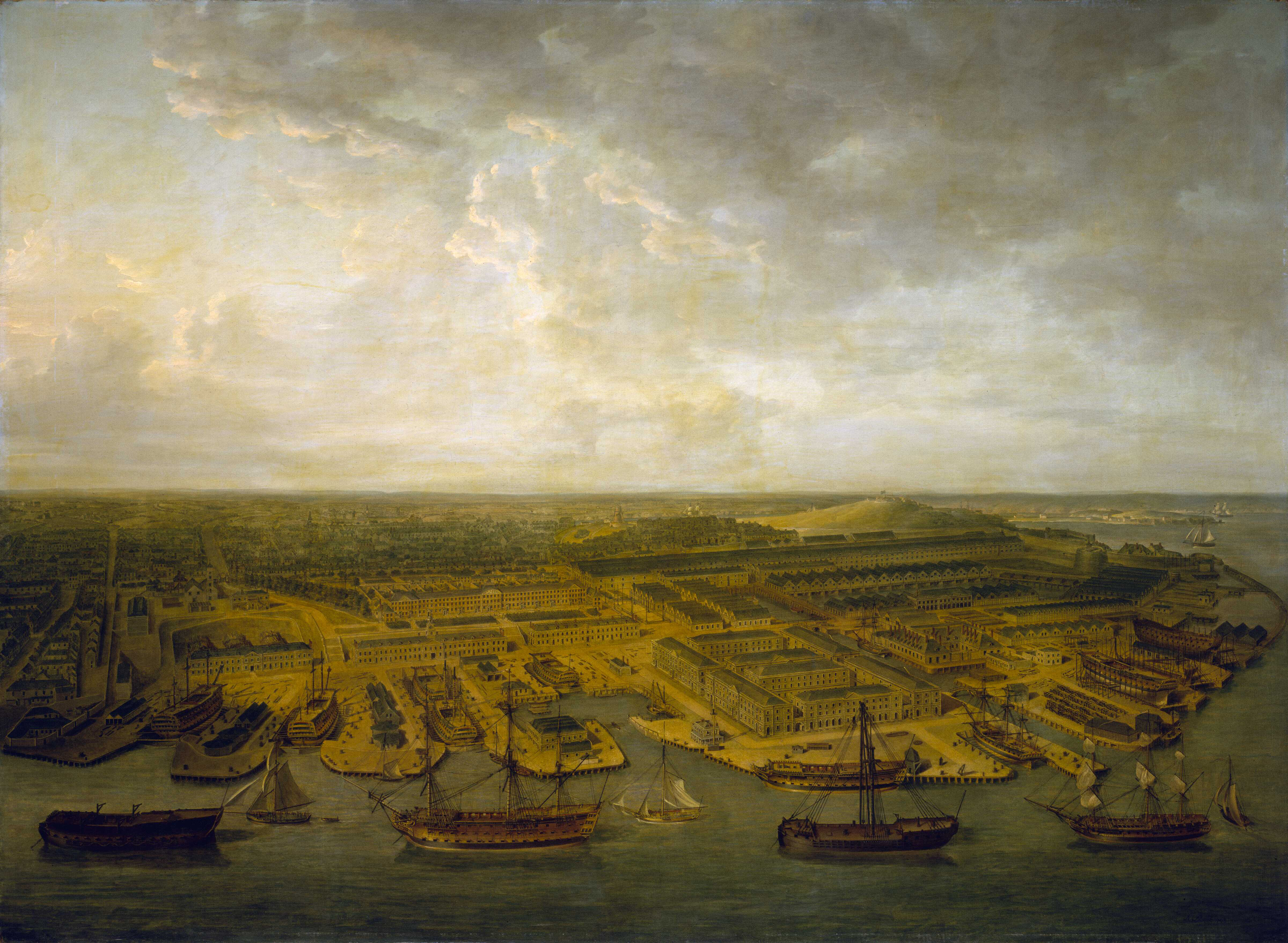
Plymouth Dockyard en 1798, par Nicholas Pocock. Au centre, le bassin et le quai en pierre de Dummer des années 1690 : à sa gauche, un double et deux simples cales sèches; à sa droite, le chai à double quadrilatère de 1761. Derrière les quais : ateliers à fronton et terrasse des officiers de 1691. À droite de l'image : le bâtiment glisse sur l'estran, avec la forge, les magasins de bois, le mât et les cabanes à bateaux au-delà; puis les longues cordes des années 1760 et le mont Wise au loin.

En 1689, le prince William d'Orange devint Guillaume III et, presque immédiatement, il exigea la construction d'un nouveau Royal Dockyard à l'ouest de Portsmouth. Edmund Dummer, arpenteur de la marine, a parcouru le West Country à la recherche d'une zone où un chantier naval pourrait être construit; il a envoyé deux devis pour des sites, un à Plymouth, Cattewater et un plus loin le long de la côte, sur le Hamoaze, une section de la rivière Tamar, dans la paroisse de Stoke Damerel. Ayant rejeté le site de Plymouth comme étant inadéquat, il s'est installé dans la région de Hamoaze qui est rapidement devenue connue sous le nom de Plymouth Dock, rebaptisée plus tard Devonport. Le 30 décembre 1690, un contrat est passé pour la construction d'un chantier naval : le démarrage du chantier naval royal de Plymouth (plus tard Devonport).Après avoir choisi l'emplacement, Dummer s'est vu confier la responsabilité de concevoir et de construire la nouvelle cour.
Au cœur de son nouveau chantier naval, Dummer a placé un bassin bordé de pierre, donnant accès à ce qui s'est avéré être la première cale sèche en pierre à escalier réussie en Europe.Auparavant, le Navy Board comptait sur le bois comme principal matériau de construction pour les cales sèches, ce qui entraînait des coûts d'entretien élevés et constituait également un risque d'incendie. Les quais conçus par Dummer étaient plus solides avec des fondations plus sûres et des côtés étagés qui facilitaient le travail des hommes sous la coque d'un navire amarré. Ces innovations ont également permis la mise en place rapide de stades et une plus grande mobilité de la main-d'œuvre. Il a mis au rebut la porte à charnière à trois sections, qui exigeait beaucoup de travail, et l'a remplacée par la porte à deux sections plus simple et plus mobile. Un autre double quai (c'est-à-dire assez long pour accueillir deux navires de ligne, bout à bout) a été ajouté, juste au nord du bassin, dans les années 1720.
Dummer souhaitait faire en sorte que les chantiers navals soient des unités de travail efficaces qui maximisent l'espace disponible, comme en témoigne la simplicité de sa disposition de conception à Plymouth Dock. Il a introduit une zone de stockage centralisée (le grand magasin quadrangulaire) le long du bassin, et un positionnement logique des autres bâtiments autour de la cour. La limite sud de sa cour était formée par un «double» cordage (combinant les tâches auparavant séparées de filage et de pose dans un seul bâtiment); l'étage supérieur était utilisé pour la réparation des voiles et un gréement séparé se trouvait à proximité. L'endroit avec son feu et sa forge était positionnée au nord, séparée en toute sécurité des autres bâtiments. Sur un terrain élevé surplombant le reste de la cour, il construisit une grande terrasse de treize maisons à trois étages pour les officiers supérieurs du chantier naval (premier exemple connu au pays d'une terrasse devant un palais); le commissaire était logé au centre, et à chaque extrémité de la terrasse se trouvait un bloc de bureaux de deux étages (un pour le commissaire, l'autre pour le greffier). Une chapelle a été construite en 1700, à côté de la loge du porteur à la porte principale  (elle a été détruite par un incendie en 1799).
La plupart de ces bâtiments et structures ont été reconstruits au cours des années suivantes, y compris le bassin d'origine et la cale sèche de Dummer (aujourd'hui appelés bassin n° 1 et quai n° 1). La terrasse a survécu au XXe siècle, mais a été en grande partie détruite dans le Blitz avec plusieurs autres bâtiments historiques de Devonport. Une seule section d'extrémité de la terrasse survit; datant de 1692 à 1696, c'est le plus ancien bâtiment survivant de tous les chantiers navals royaux.

### Développement

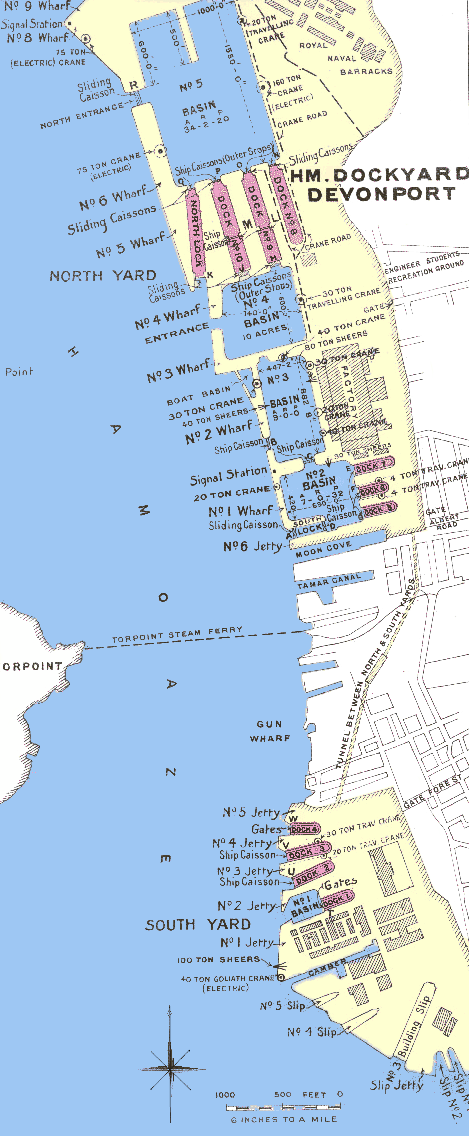
Chantiers Nord et Sud en 1909

À partir de son site d'origine du XVIIe siècle, le chantier naval s'est agrandi par étapes (d'abord vers le sud, puis progressivement vers le nord) au cours des prochains 2 1⁄2 siècles.
La ville qui s'est développée autour du chantier naval s'appelait Plymouth Dock jusqu'en 1823, lorsque les citadins ont demandé qu'elle soit renommée Devonport. Le chantier naval a emboîté le pas vingt ans plus tard, devenant le Devonport Royal Dockyard. En un peu moins de trois siècles, plus de 300 navires ont été construits à Devonport, le dernier étant le HMS Scylla en 1971.

#### Yard sud

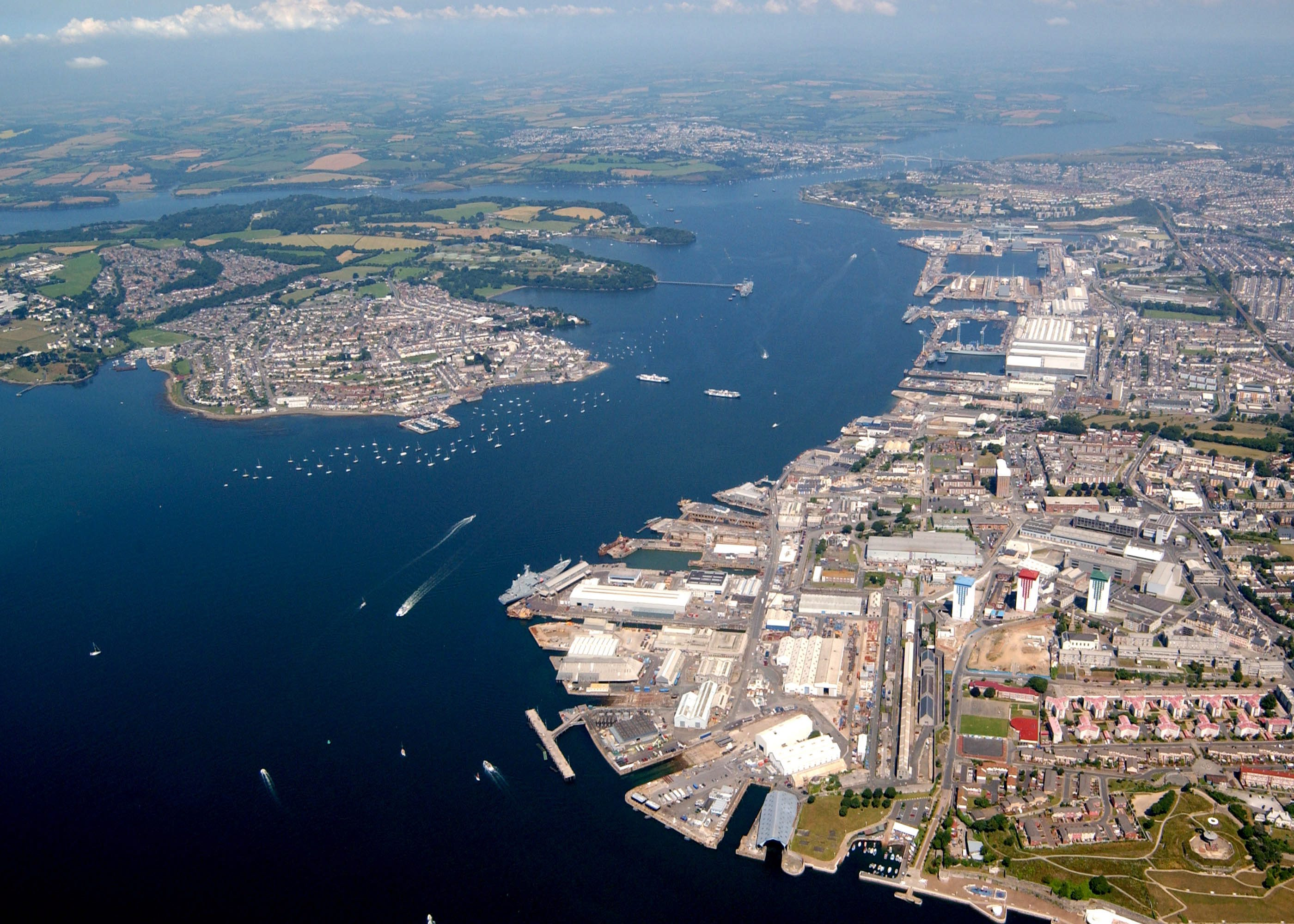
Vue aérienne: chantier sud (au premier plan) date de 1690; le chantier naval s'est étendu vers le nord au cours des siècles suivants.

Le chantier naval a commencé dans ce qui est maintenant connu comme la région du Chantier Sud de Devonport. C'est ici que Dummer a construit sa cale sèche en pierre révolutionnaire (entièrement reconstruite dans les années 1840). Les effectifs employés à la cour sont passés de 736 en 1711 à 2464 en 1730.
Dans les années 1760, une période d'expansion a commencé, conduisant à une configuration qui (malgré les reconstructions ultérieures) peut encore être vue aujourd'hui : Cinq plans inclinés, quatre cales sèches et un bassin humide (les cales de construction ont été utilisées pour la construction navale, mais l'activité principale de la cour du XVIIIe siècle a été la réparation, l'entretien et l' équipement de la flotte, dont les quais secs et du bassin ont été utilisés).Une cale (1774) survit inchangée de cette période (fiche n ° 1): une survie rare. Il est recouvert d'une superstructure en bois de 1814, une survivance tout aussi rare et précoce de son type; en effet, seuls trois de ces housses en bois ont survécu en Grande-Bretagne, deux d'entre eux à Devonport (le deuxième de ceux-ci, de millésime similaire, se dresse sur l'ancien n° 5 Slip; il a ensuite été converti pour abriter le Scrieve Board, pour l'élaboration à taille dimensionnelle des modèles de navires). Les deux quais supplémentaires ont été ajoutés, au nord du double quai, en 1762 et 1789 (tous deux reconstruits par la suite)

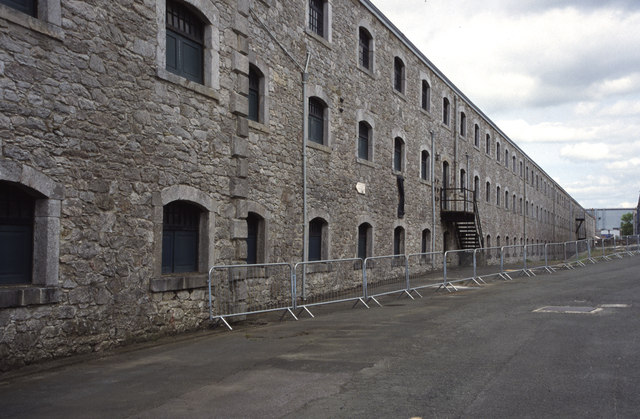
East Ropery (1763–1771, reconstruit en 1813–17).

Avant que l'expansion puisse commencer, une colline rocheuse au sud a dû être rasée; les gravats ont été utilisés pour récupérer les vasières prêtes à être construites.Pour ouvrir le site, l'ancienne maison de corde a été démolie et un nouveau complexe de fabrication de cordes a été construit le long du mur d'enceinte est du site agrandi (où il survit encore en partie, bien que reconstruit à la suite d'un incendie en 1812). Là où se trouvait l'ancienne maison de corde, un petit canal connu sous le nom de Camber a été aménagé, se terminant par un bassin de bateau avec un hangar à bateaux. Sur le terrain neuf, au sud, une nouvelle forge fut construite, en 1776, contenant 48 forges; bien que reconstruit par la suite, il existe toujours, la plus ancienne forge survivante de tout chantier naval royal. Initialement utilisé pour la fabrication d'ancres et d'objets métalliques plus petits, il sera ensuite agrandi pour façonner les entretoises en fer avec lesquelles les coques et les ponts en bois ont commencé à être renforcés; en tant que tel, il a fourni un indice de l'énorme changement dans la technologie de fabrication qui balayerait les chantiers navals au dix-neuvième siècle alors que la voile commençait à faire place à la vapeur et le bois au fer et à l'acier.
Le bâtiment le plus imposant de cette période était un entrepôt double quadrangulaire de 1761 (probablement conçu par Thomas Slade ); remplaçant l'entrepôt du Dummer, il a également incorporé un nouveau gréement et un grenier à voile. Il est resté en service jusqu'à ce qu'il soit détruit dans le Plymouth Blitz ; le même sort est arrivé à plusieurs autres bâtiments du XVIIIe siècle et du début du XIXe siècle, y compris le long et proéminent atelier à fronton avec sa tour d'horloge centrale, construit pour accueillir une gamme de menuisiers et d'artisans, les bureaux adjacents du chantier naval à fronton et l'église de remplacement d' Edward Holl's Dockyard de 1814

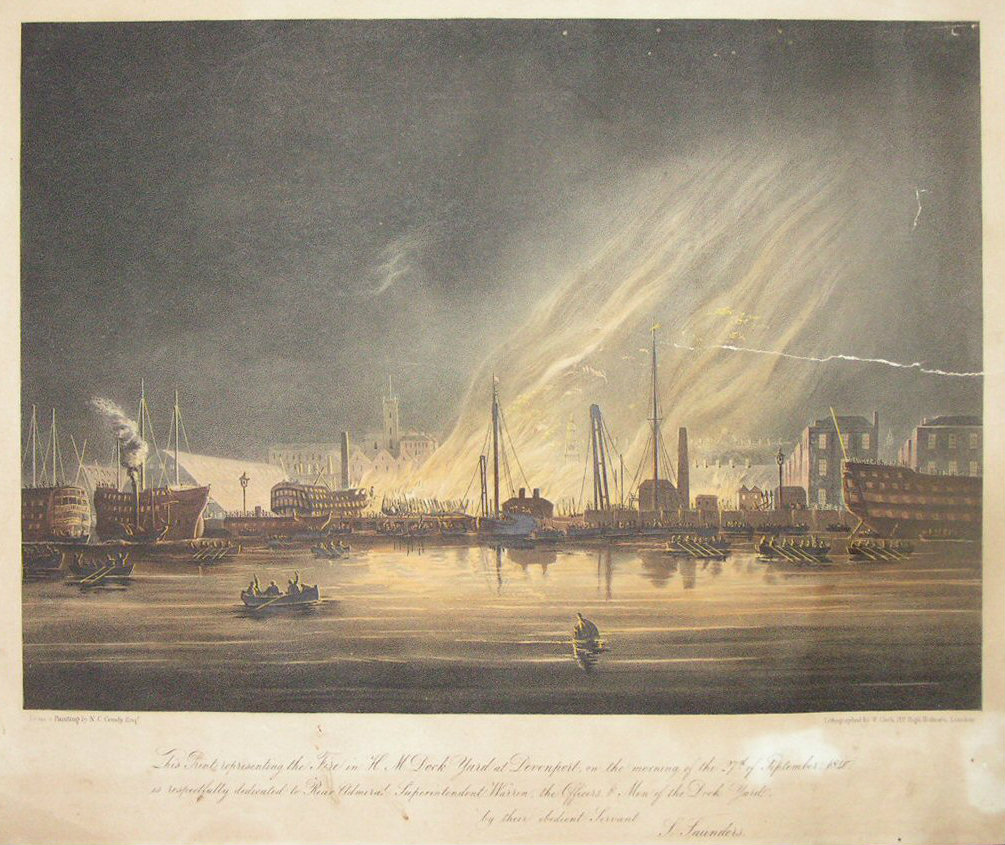
L'incendie du matin du 27 septembre 1840, par W. Clerk, d'après Nicholas Condy, qui menaçait de détruire le chantier naval

Le chantier naval a subi de graves dommages dans un incendie à grande échelle le 25 septembre 1840, il a commencé dans le North Dock sur HMS Talavera et Imogene ont été complètement éviscérés, menaçaient le HMS Minden, et se propager aux bâtiments et équipements voisins. Les estimations des dommages ont été estimées à 150 000 £ dans la valeur du jour et auraient totalisé 500 000 £ si l'incendie n'avait pas été maîtrisé par la démolition de plusieurs bâtiments environnants
Malgré des dommages importants pendant le blitz, le South Yard contient toujours quatre monuments classés et plus de trente bâtiments et structures classés  (bien que certains d'entre eux aient été autorisés à tomber dans un état abandonné ces dernières années: les scieries du sud du XVIIIe siècle et South Smithery sont tous deux inscrits au registre du patrimoine en péril),. Dans l'espace entre les nouvelles rampes et la nouvelle corderie, au sud de l'étang à bateaux, se trouvait un étang à mâts de grande taille, flanqué de maisons à mâts.

#### Morice Yard (New Gun Wharf)

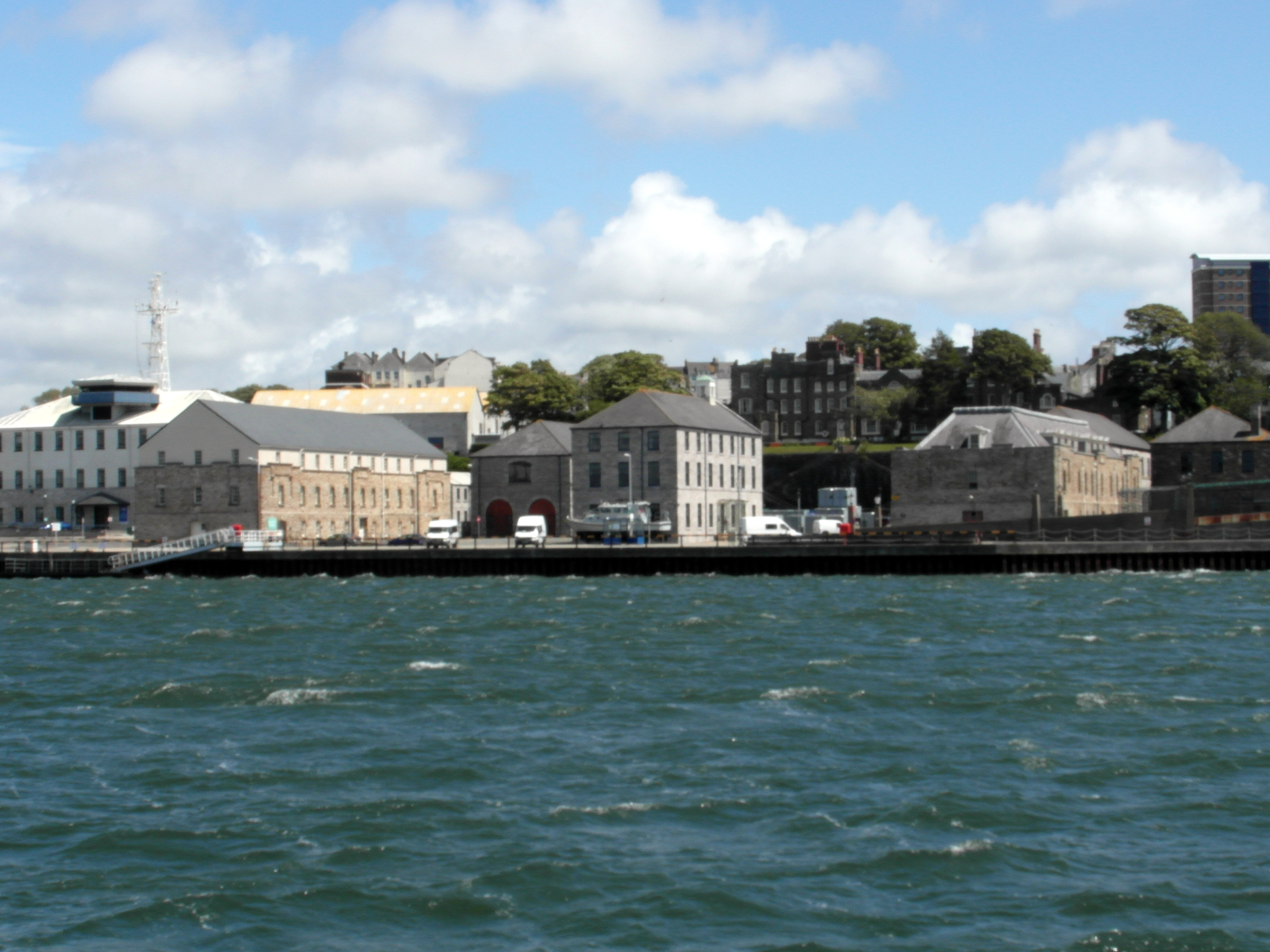
Morice Yard vu de l'eau: (l-r) N°4 Store, N°6 Sail Loft N°5 Color Loft Officers 'Terrace N°3 Store Magasin n ° 2

La fourniture de l'armement des navires ne relevait pas de la responsabilité de la marine, mais du Conseil indépendant des munitions, qui disposait déjà d'un quai et d'une installation de stockage dans la région de Mount Wise à Plymouth. Cependant, cela commença à se révéler insuffisant et, en 1719, le conseil créa un nouveau quai d'armes à feu sur un terrain loué à un certain Sir Nicholas Morice, immédiatement au nord du chantier naval établi. Le Morice Yard était un établissement autonome avec son propre complexe d'ateliers, d'ouvriers, d'officiers, de bureaux et d'entrepôts. La poudre à canon a été stockée sur place, ce qui a commencé à être une source de préoccupation pour les résidents locaux (tout comme l'ancien magasin de la Citadelle royale de la ville de Plymouth). Avec le temps, de nouveaux magasins de poudre à canon ont été construits plus au nord, d'abord à Keyham (1770), mais plus tard (devant faire place à une nouvelle expansion du chantier naval), ils ont déménagé à Bull Point (1850).
Contrairement à South Yard, qui s'est mal comporté dans le Blitz, la plupart des bâtiments d'origine survivent à Morice Yard, enfermés derrière leur mur d'enceinte contemporain; plus d'une douzaine d'entre eux sont répertoriés. Sur un terrain plus élevé derrière le quai lui-même se trouve une terrasse contemporaine de maisons pour officiers (1720), construite à partir de moellons de pierre excavés lors de la construction du chantier.
Morice Ordnance Yard est resté indépendant du chantier naval jusqu'en 1941, date à laquelle il a été intégré au plus grand complexe.

#### Les lignes Devonport

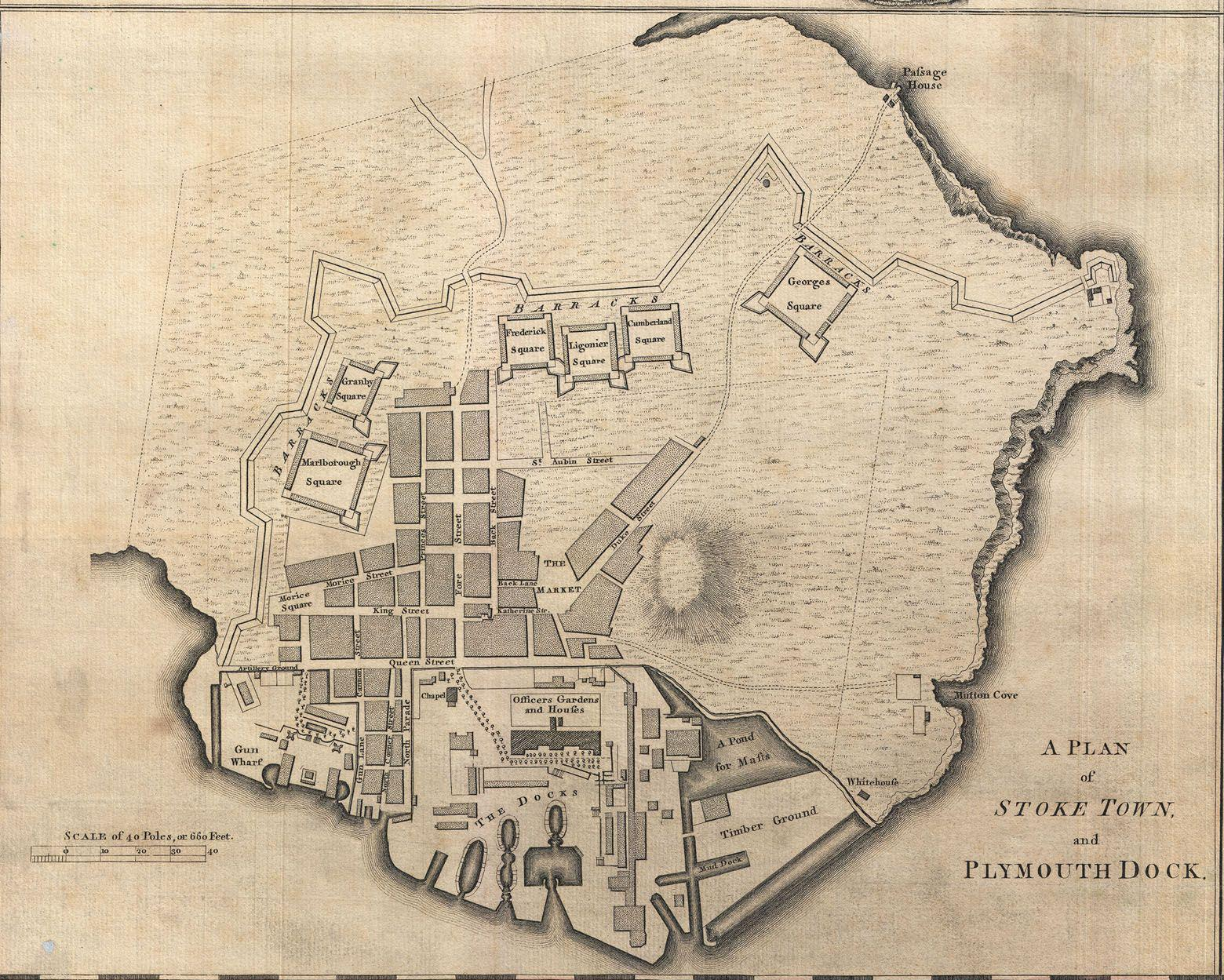
Un «plan de Stoke Town et Plymouth Dock» daté de 1765 montrant le tracé des Devonport Lines ainsi que les quais et le débarcadère des canons.

En 1758, la loi sur les fortifications de Plymouth et de Portsmouth a fourni les moyens de construire une défense permanente vers la terre pour le complexe du chantier naval. Les Devonport Lines étaient une fortification de bastion qui se composait d'un rempart en terre avec un large fossé et un glacis. Les lignes partaient de Morice Yard sur la rivière Tamar, englobant tout le chantier naval et la ville, rejoignant finalement la rivière à Stonehouse Pool, sur une distance totale de 2000 verges (1 800 mètres). Il y avait quatre bastions, Marlborough Bastion au nord, Granby Bastion au nord-est, Stoke Bastion à l'est et George Bastion au sud-est. Il y avait à l'origine deux portes dans les lignes, la Stoke Barrier au bout de Fore Street et la Stonehouse Barrier. Une troisième porte appelée New Passage a été créée dans les années 1780, donnant accès au ferry Torpoint. Après 1860, les fortifications ont été remplacées par les Palmerston Forts autour de Plymouth et les terres occupées par les lignes ont été vendues ou utilisées par le chantier naval.

#### Keyham (la cour nord)

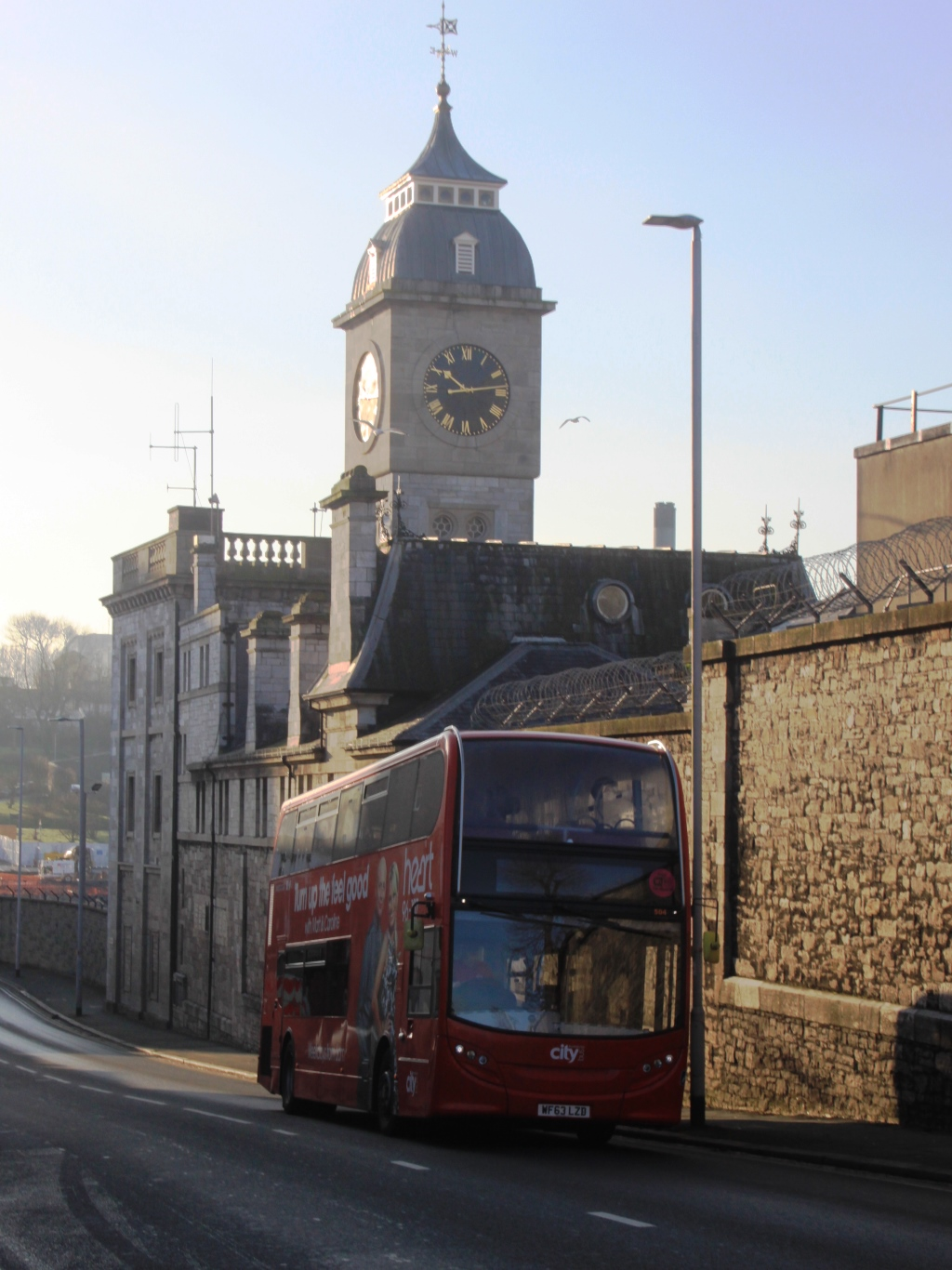
Tour de l'horloge et bureau de police (anciennement l'un des deux flanquant la porte de Keyham Steam Yard)

Au milieu du XIXe siècle, tous les chantiers navals royaux ont été confrontés au défi de répondre à l'avènement d'abord de la vapeur, puis des coques métalliques. Ceux qui ne pouvaient pas se développer ont été fermés; le reste a subi une transformation par croissance et mécanisation.

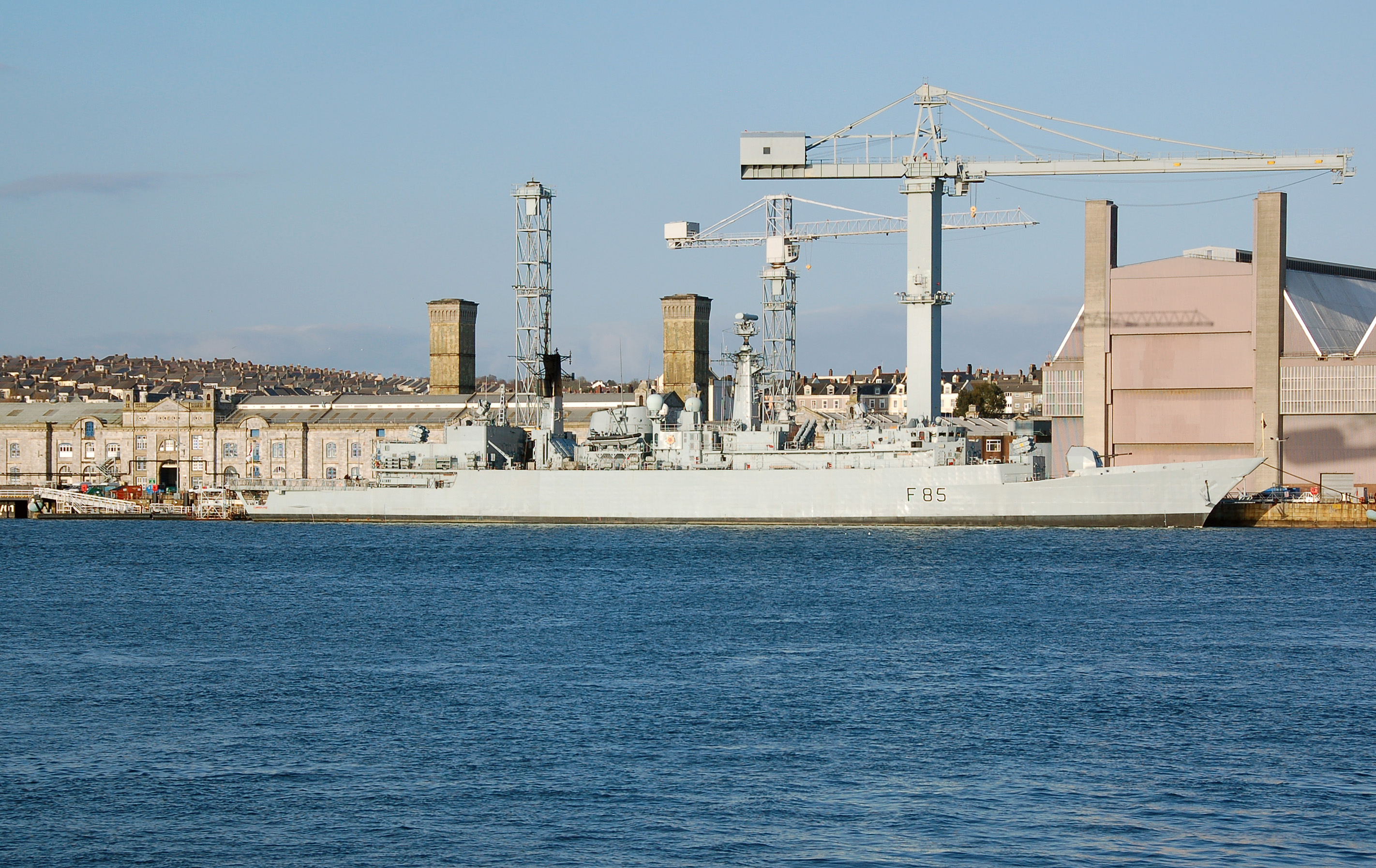
Le le long du quai devant le bâtiment Quadrangle (à gauche) et une cale sèche couverte faisant partie du complexe de rééquipement de frégate (à droite)

À Devonport, en 1864, un chantier à vapeur séparé et spécialement construit a été ouvert sur un site autonome à Keyham, juste au nord de Morice Yard (et un tunnel a été construit pour relier le nouveau chantier à l'ancien). Deux bassins (8 à 9 acres chacun) ont été construits: le bassin n° 2 donnait accès à trois grandes cales sèches, tandis que le bassin n° 3 était le frontispice d'un immense complexe industriel intégré. Ceci devint connu sous le nom de Quadrangle: il abritait des fonderies, des forges, des ateliers de modelage, des chaudronniers et toutes sortes d'ateliers spécialisés. Deux moteurs à vapeur stationnaires entraînaient des arbres de canalisation et de la machinerie lourde, et les multiples conduits étaient tirés par une paire de cheminées proéminentes. Le bâtiment est toujours debout et est classé Grade I ; les détails architecturaux étaient de Sir Charles Barry . Le English Heritage l'appelle «l'un des bâtiments d'ingénierie les plus remarquables du pays» Les trois cales sèches ont été reconstruites, agrandies et couvertes dans les années 1970 pour servir de centre de remise en état des frégates

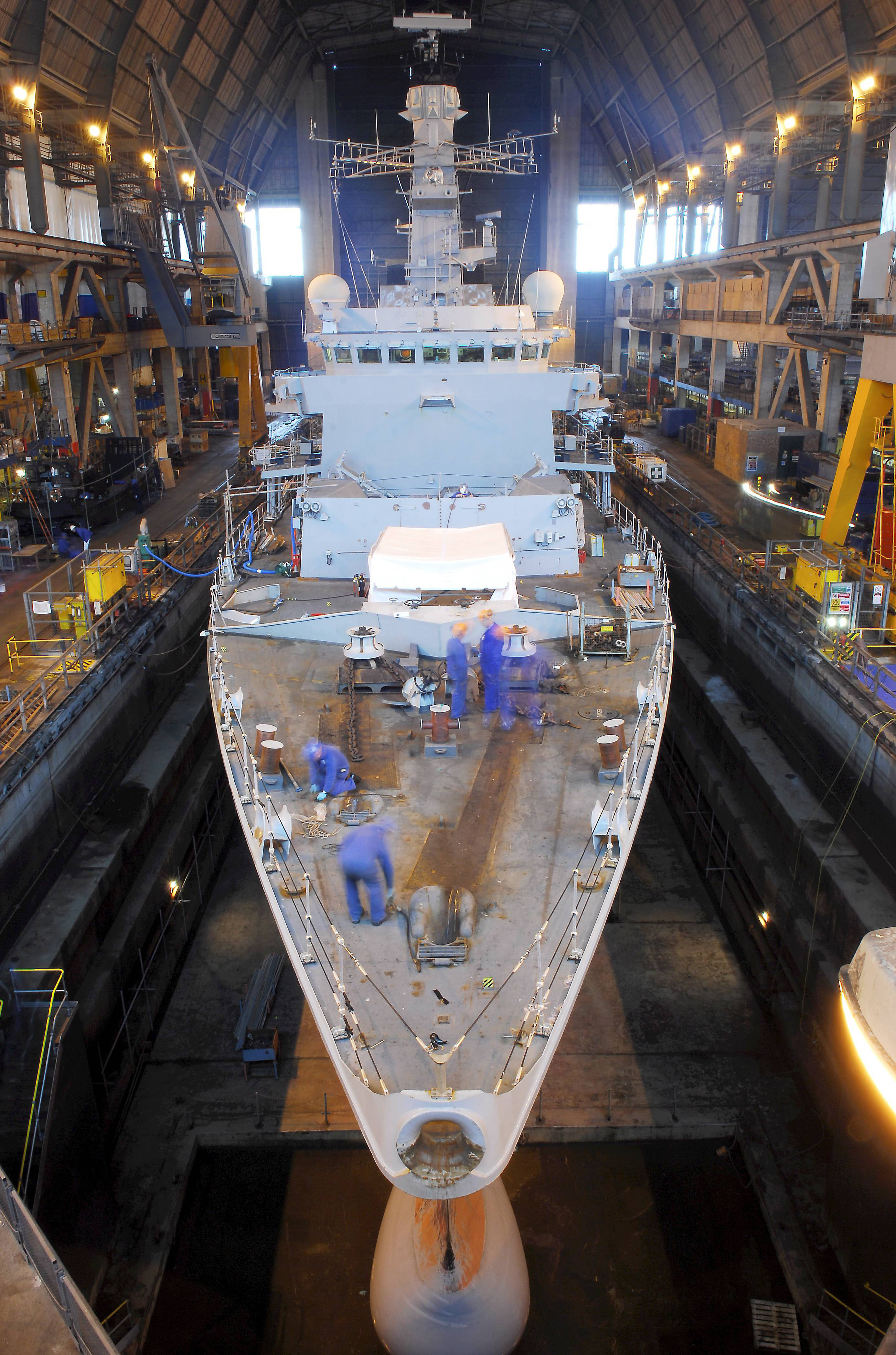
Le HMS Westminster à l'intérieur du complexe de réfection de la frégate, 2009.

En 1880, un Royal Naval Engineering College a été créé à Keyham, installé dans un nouveau bâtiment juste à l'extérieur du mur du chantier naval le long du Quadrangle où les étudiants (qui ont rejoint à 15 ans) ont acquis une expérience pratique des dernières techniques d'ingénierie navale. Le Collège d'ingénierie a déménagé à Manadon à proximité en 1958; le bâtiment de style Jacobethan a ensuite continué à abriter le Collège technique de l'arsenal pendant un certain temps, mais a été démoli en 1985

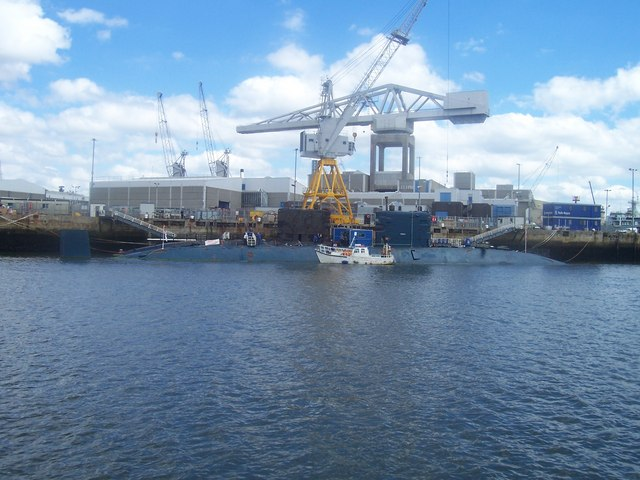
La grue de 80 tonnes, emblème du centre de réfection des sous-marins depuis 1977, a été démantelée en 2008.

En 1895, la décision a été prise d'agrandir le Keyham Steam Yard pour accueillir la taille croissante des navires de guerre modernes. En 1907, Keyham, maintenant rebaptisé North Yard, avait plus que doublé de taille avec l'ajout des bassins n°4 et n°5 (de 10 et 35 acres respectivement), reliés par une très grande écluse-quai, 730 pieds de longueur, aux côtés de trois autres cales sèches de taille similaire, capables «d'accueillir des navires plus grands que tout navire de guerre encore construit».Dans les années 1970, l'extrémité nord du bassin n°5 a été convertie pour servir de nouvelle base de maintenance de la flotte, qui sera construite à côté d'un complexe de réfection de sous-marins pour les sous-marins nucléaires; une grue en porte-à-faux de 80 tonnes, l'une des plus grandes d'Europe occidentale, a été installée pour soulever les noyaux nucléaires des sous-marins dans des cales sèches adjacentes nouvellement construites
Plus au nord encore, Weston Mill Lake (autrefois la gare de charbon de Devonport) a été convertie dans les années 1980 pour offrir des postes d'amarrage de frégates à la flotte de type 22. .C'est maintenant là que sont basés les navires de guerre amphibie de la Marine. En 2013, une nouvelle base des Royal Marines , RM Tamar, a été ouverte à côté; en plus de servir de quartier général pour 1 Assault Group Royal Marines, il peut accueillir des marines, aux côtés de leurs navires, avant le déploiement.
En 2011, le MOD a vendu la pleine propriété du North Yard à l'opérateur du chantier naval, Babcock; le site comprend six bâtiments et structures classés, parmi lesquels le Quadrangle classé Grade I

#### La caserne navale (HMSDrake)

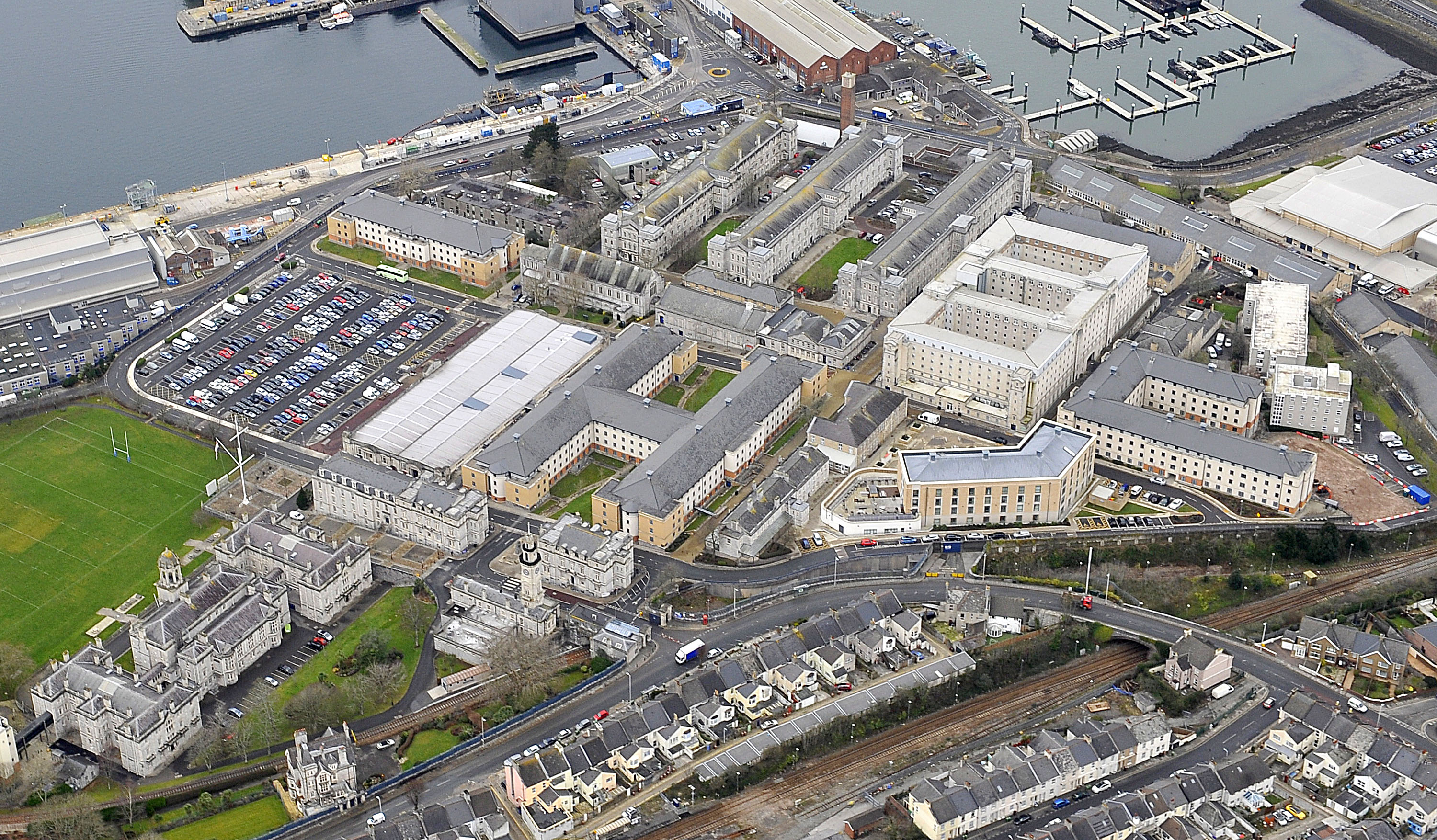
Vue aérienne du HMS Drake

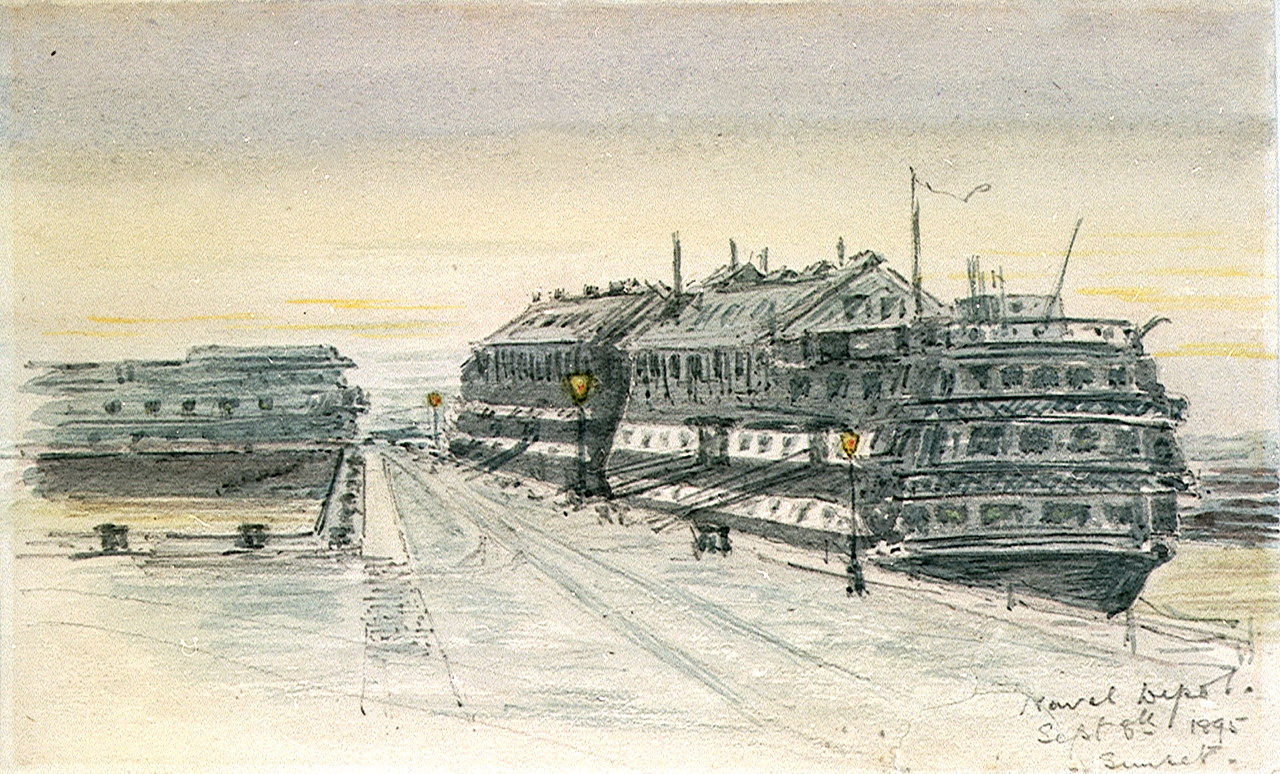
Hulks à Devonport le 8 septembre 1895

Jusqu'à la fin du XIXe siècle, les marins dont les navires étaient en réparation ou en réaménagement, ou en attente d'attribution à un navire, étaient logés dans des coques flottantes. La construction d'une caserne à terre, juste au nord-est de North Yard, a été achevée en 1889 avec un logement pour 2 500 personnes; les marins et les officiers ont emménagé en juin de la même année. En 1894, un contingent de soixante pigeons voyageurs de la Royal Navy était hébergé sur le site.

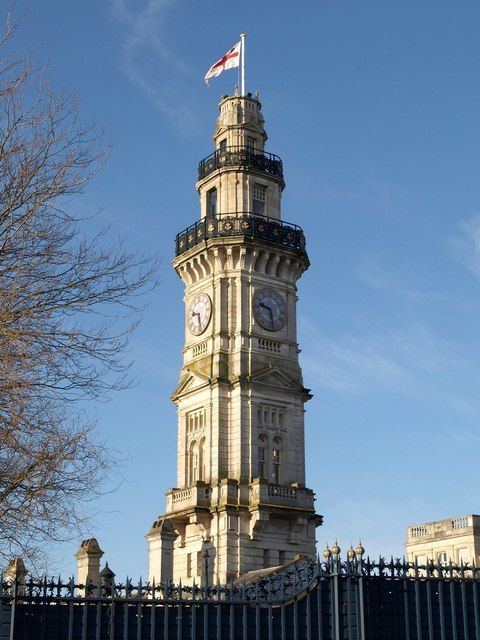
Tour de l'horloge, HMS Drake

La tour de l'horloge proéminente a été construite en 1896, contenant une horloge et une cloche de Gillett & Johnston ; elle a d'abord fonctionné comme une tour de sémaphore. 1898 a vu la caserne s'agrandir pour accueillir 1 000 hommes supplémentaires. Le bloc sanitaire date de cette période. D'autres bâtiments ont été ajoutés dans les premières années du XXe siècle, y compris l'église Saint-Nicolas.Cette partie du site contient environ quatorze bâtiments et structures classés

## Aujourd'hui
Le chantier naval de la Royal Navy se compose de quatorze quais secs (quais numérotés de 1 à 15, mais il n'y a pas de quai 13 ) quatre milles (6 km) de front de mer, vingt-cinq postes de marée, cinq bassins et une superficie de 650 acres (2,630456673 km2). Le chantier naval emploie 2 500 militaires et civils, soutient environ 400 entreprises locales et contribue pour environ 10% aux revenus de Plymouth.C'est la base des Trafalgar et la principale base de réaménagement de tous les sous-marins nucléaires de la Royal Navy. Le travail a été achevé par Carillion en 2002 pour construire un quai de réaménagement pour soutenir les sous-marins de missiles balistiques nucléaires de Vanguard Trident. Devonport sert de quartier général pour le Flag Officer Sea Training, qui est responsable de la formation de tous les navires de la marine et de la flotte royale auxiliaire, ainsi que de nombreux services navals étrangers. La base de radoub des sous-marins nucléaires a fait l'objet de mesures spéciales en 2013 par l' Office de régulation nucléaire (ONR) et il pourrait être 2020 avant que la surveillance renforcée cesse. Les préoccupations en matière de sécurité sur les installations vieillissantes, les ressources épuisées et la demande croissante sont imputées à ces mesures.

### Flottille de Devonport
Les navires basés au port sont connus sous le nom de flottille de Devonport. Cela comprend les navires d'assaut de la marine HMS Albion et HMS Bulwark . Il sert également de port d'attache à la plupart de la flotte de levés hydrographiques de la Royal Navy et à sept frégates de type 23. En 2018, le secrétaire à la Défense a annoncé que les nouvelles frégates Type 26 proposées seraient toutes basées à Devonport.

#### Navires d'assaut amphibies

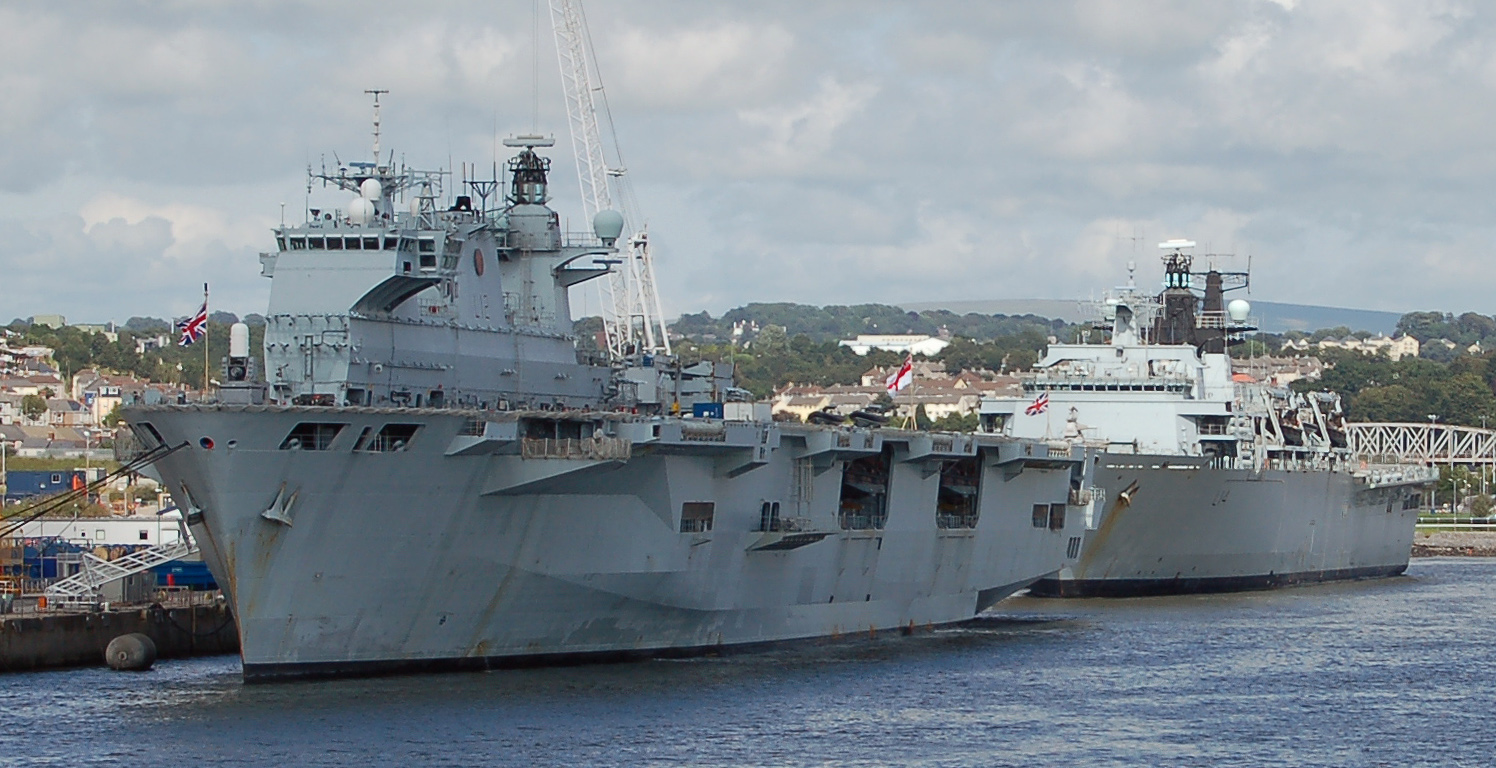
L'Ocean (désarmé) amarré devant lAlbion dans le chantier naval de Devonport

- Quai de la plate-forme de débarquement HMS Albion;
- Quai de plate-forme d'atterrissage HMS Bulwark (rééquipement de régénération 2020).

#### Frégates de type 23
- HMS Argyll
- HMS Monmouth

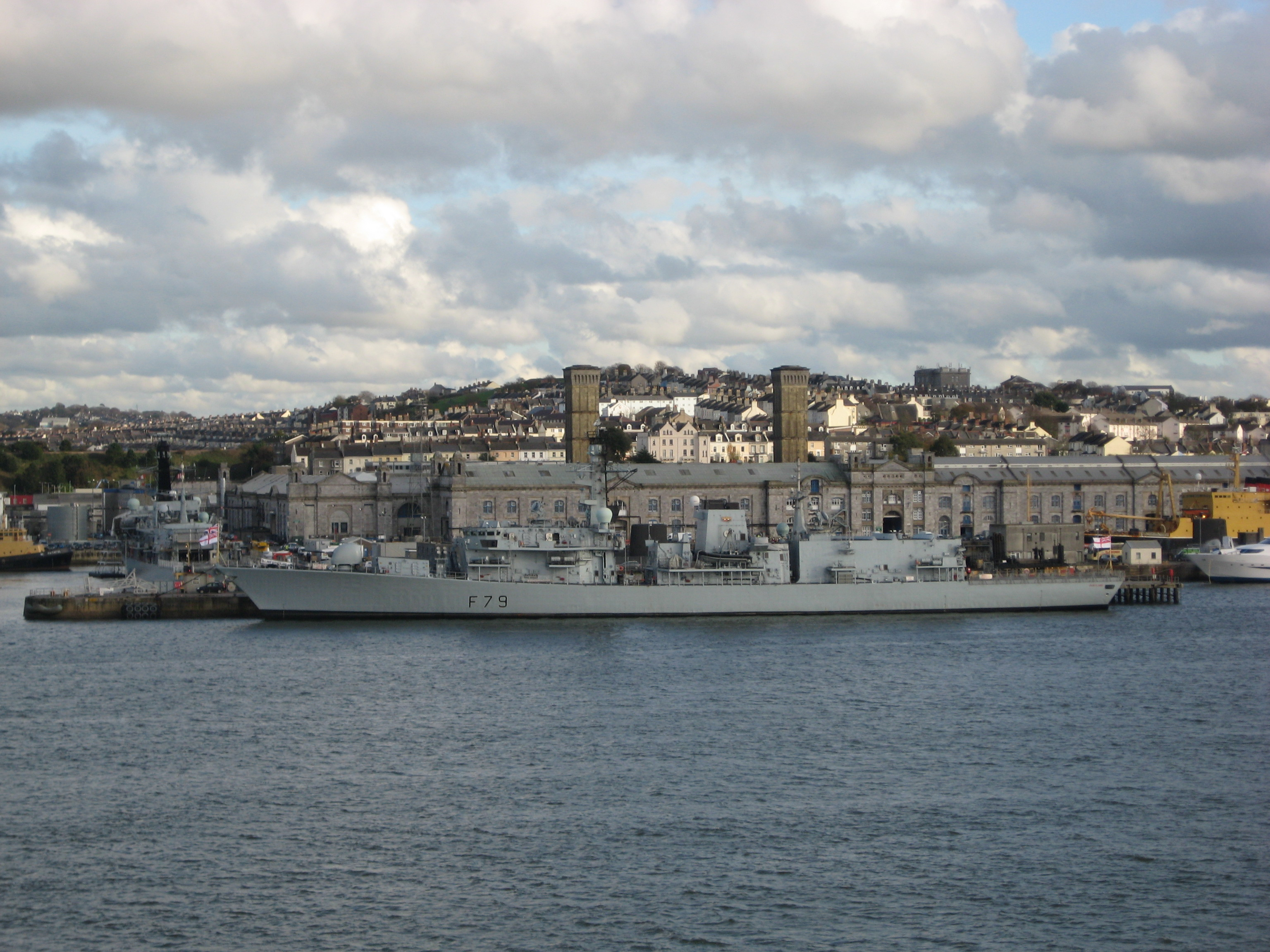
Le HMS Portland amarré par le bâtiment Quadrangle

- HMS Montrose (actuellement déployé à Bahrain pour 3 ans à partir de 2019)
- HMS Northumberland
- HMS Richmond
- HMS Portland
- HMS Somerset (en réaménagement LIFEX)
- HMS Sutherland (en réaménagement LIFEX)
- HMS St Albans (en réaménagement LIFEX)

Dans le cadre des changements aux arrangements de portage de base annoncés en novembre 2017, HM Ships Argyll, Monmouth et Montrose rejoindront la flottille de Portsmouth ; Les HM Ships Westminster, Richmond, Kent et St Albans se déplaceront dans la direction opposée. Richmond devient un navire Devonport à la fin de son radoub. St Albans a déménagé à Devonport en juillet 2019 en préparation de son radoub majeur.

#### Sous-marins de classeTrafalgar

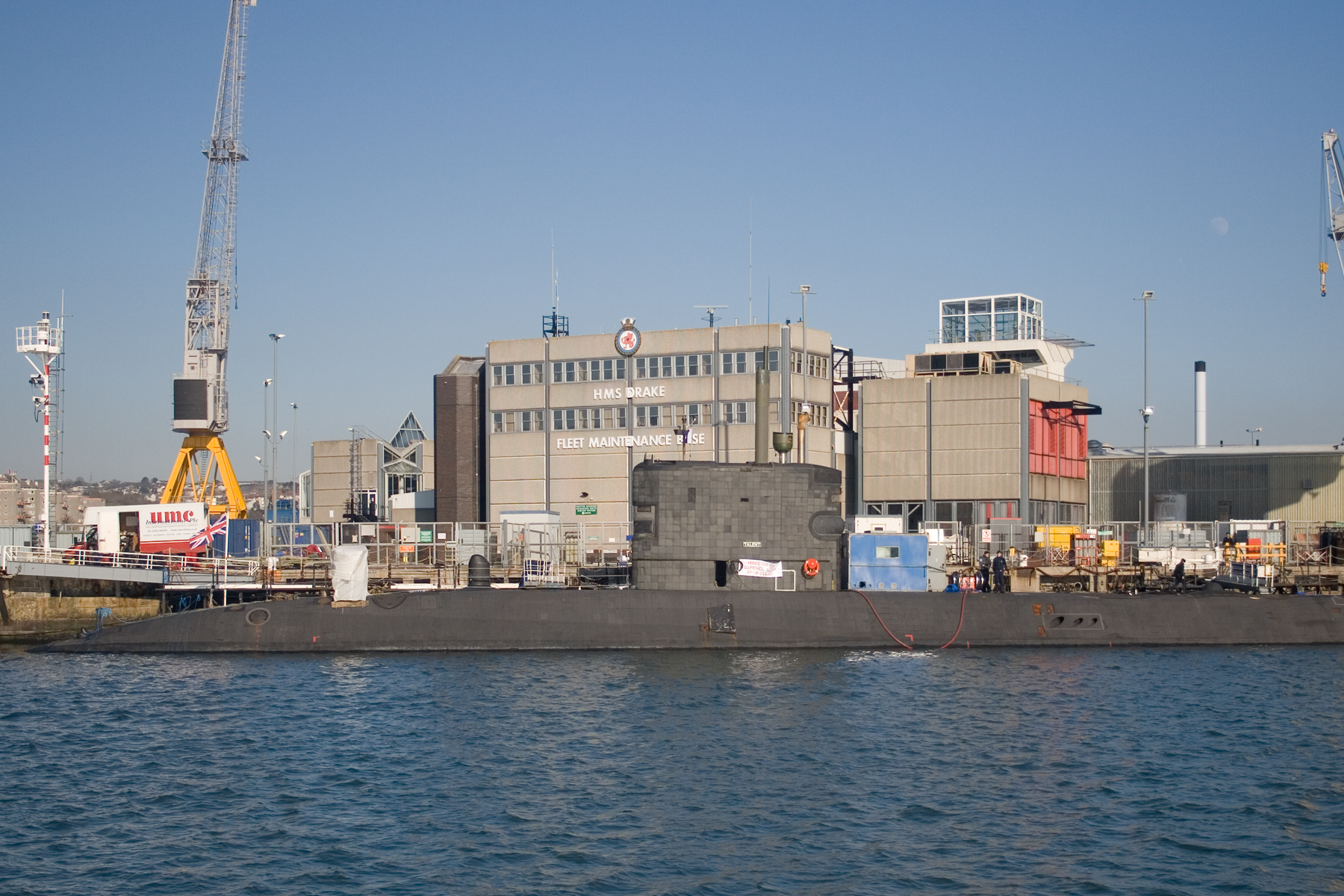
Le HMS Talent à la base de maintenance de la flotte

- HMS Trenchant
- HMS Triumph

#### Escadron d'arpentage

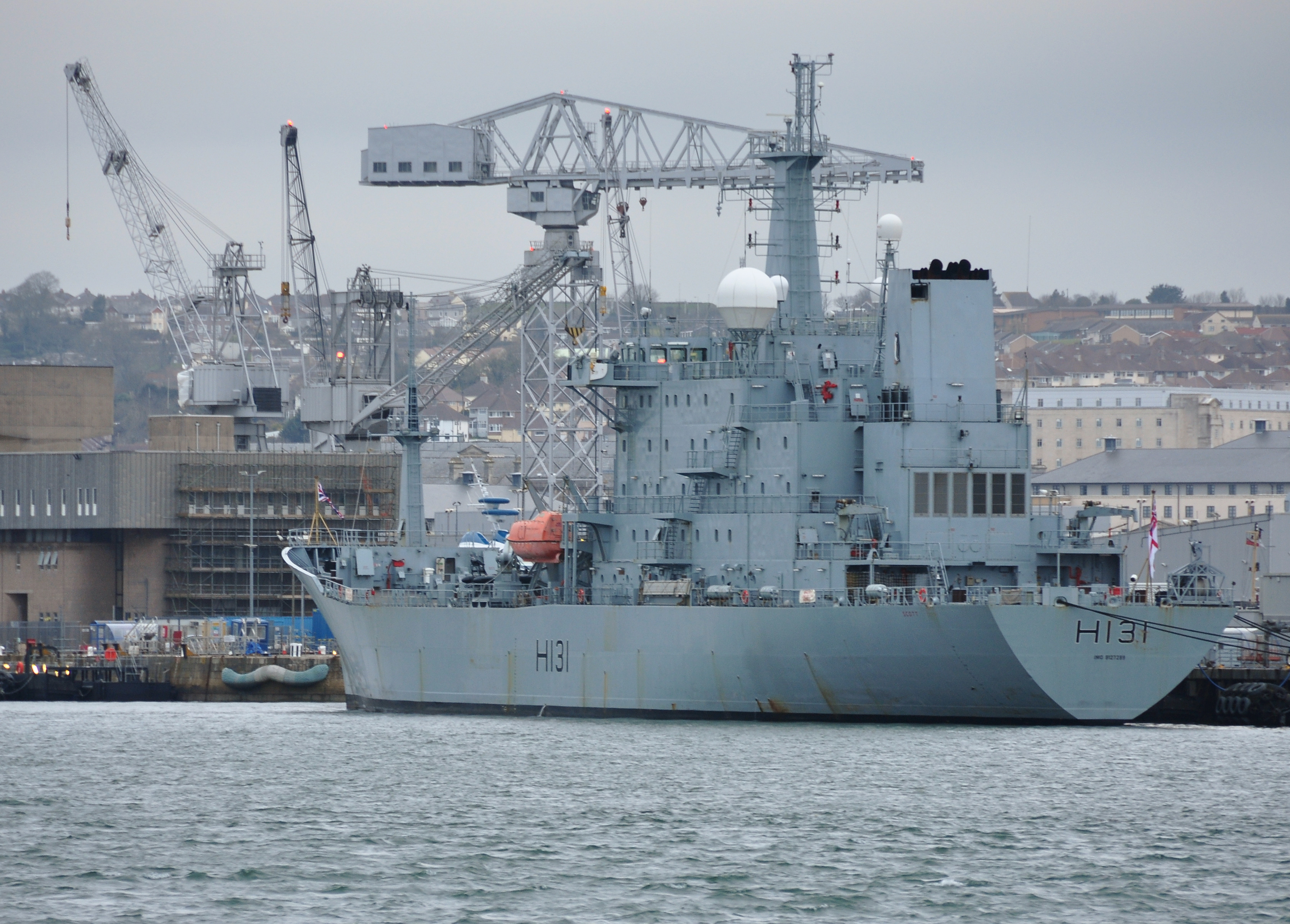
Le HMS Scott à Devonport

- HMS Echo
- HMS Enterprise
- HMS Magpie
- HMS Scott

#### Navire de patrouille antarctique
- HMS Protector

### Autres unités basées à Devonport
- Formation des officiers de pavillon en mer
- Groupe de formation hydrographique, météorologique et océanographique
- Groupe de travail amphibie du siège
- RNR HMS Vivid
- RM Tamar / 47 Commando Royal Marines
  - 10 Escadron d'entraînement des bateaux de débarquement
  - 4 escadron d'assaut
  - 6 Escadron d'assaut
  - 9 Escadron d'assaut
  - 539 Escadron d'assaut
- Hasler NSRC (Naval Service Recovery Center) et Hasler Company Royal Marines
- Southern Diving Group RN
- Defence Estates Sud-Ouest
- QG Division Ouest police du ministère de la défense
- Police CID Devonport MOD
- Police DSG Devonport MOD

### Réaménagement de la cour sud

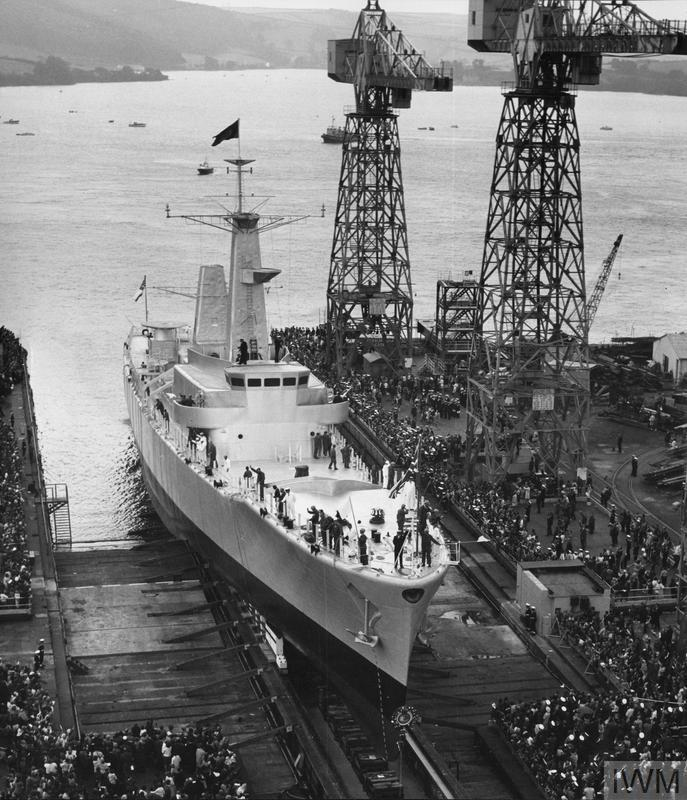
Le dernier navire de guerre construit à Devonport était le, lancé à partir du n° 3 Slip le 8 août 1968.

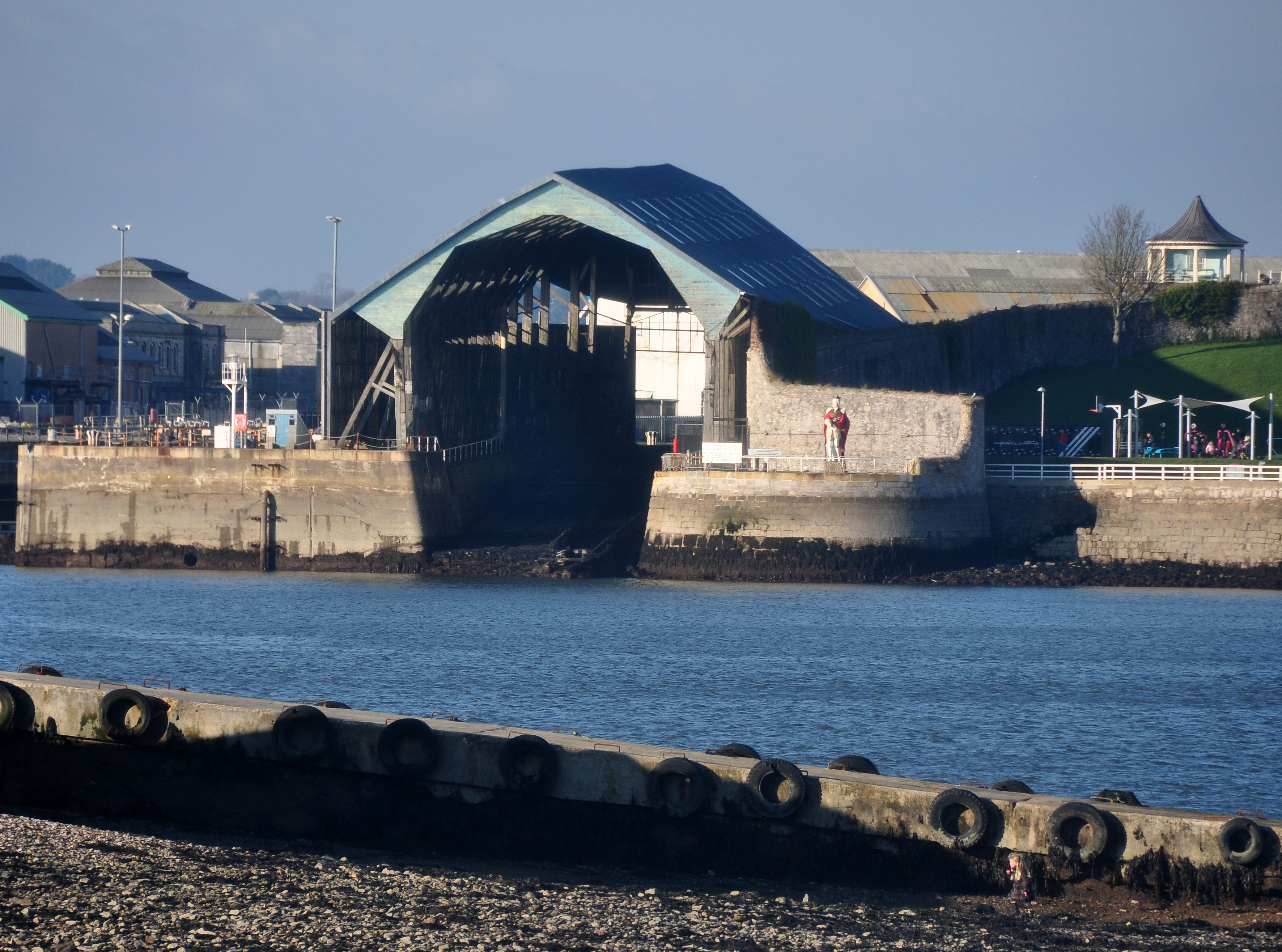
Bâtiments classés dans le chantier sud, y compris les scieries et forge sud (à gauche), N°1 rampe (au centre) et colline Gazebo royal (en haut à droite).

Plusieurs sections du chantier historique sud ne sont plus utilisées par le ministère de la Défense, bien qu'il s'agisse encore actuellement d'un site fermé et soumis à des restrictions de sécurité.
L'accès en eau profonde qu'il offre a rendu le site désirable pour les fabricants de "superyachts" et en 2012, Princess Yachts a acquis la pleine propriété de 20 acres (0,0809371284 km2)   à l'extrémité sud, en vue de la construction d'un bâtiment de construction.La société affirme que ce développement "perpétuera la tradition de construction de bateaux dans le chantier naval" et "ajoutera du drame au site avec des yachts déplacés sur le quai, lancés sur la rampe n°3, testés sur la rampe n°2 et amarrés le long du mur du quai".Le site comprend en son sein plusieurs bâtiments classés et monuments antiques répertoriés, notamment la corderie orientale classée Grade I  ainsi que plusieurs autres bâtiments et structures du XVIIIe siècle associés à la fabrication de cordes dans la cour, la glissade couverte (rampe n°1) et la 'King's Hill Gazebo' (colline royal de Gazebo), construit pour commémorer une visite du roi George III .
En 2014, il a été annoncé, dans le cadre d'un accord de régénération «City Deal», que le chantier sud serait «déverrouillé» en vue de devenir un «hub des industries marines».À partir de 2016, la section nord de la cour sud (y compris les cales sèches du XVIIIe siècle, n°2, 3 et 4) était en cours de réaménagement par étapes avec une stratégie de marketing axée sur «le développement des industries marines et le domaine à forte croissance des sciences et technologies marines» ; il a été renommé Oceansgate.
Les zones au sud et à l'est (à l'exception de la zone maintenant occupée par Princess Yachts) sont conservées par le MOD avec la rampe n°4 ayant été récemment rénové pour être utilisé avec des péniches de débarquement .

#### Musée

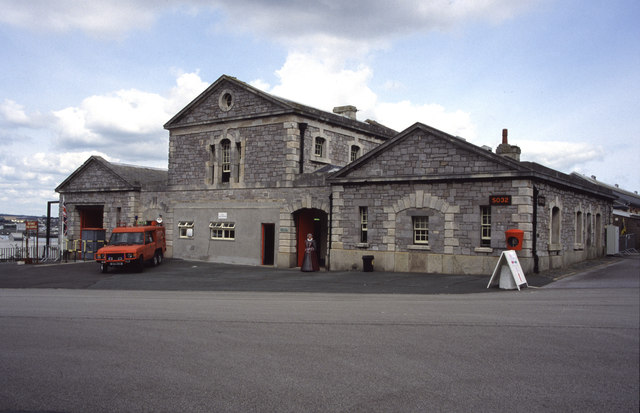
Ancienne caserne de pompiers (1851) dans la cour sud.

Le centre du patrimoine naval de Devonport est un musée maritime situé dans la cour sud historique de Devonport.Géré par des bénévoles, il n'est accessible que pour des visites pré-réservées ou lors des journées portes ouvertes de la base navale. Le musée de la base navale de Plymouth a ouvert ses portes en 1969 à la suite d'un appel du bureau de l' amiral-surintendant pour des objets souvenirs et a été logé dans la caserne des pompiers de l'arsenal. Depuis lors, le musée s'est agrandi et occupe maintenant, en plus, le bureau de paye du XVIIIe siècle  et la loge de Porter. Le Scrieve Board (projet géré par PDM) sert actuellement de magasin de musée Des discussions étaient en cours en 2014 pour retirer le musée du chantier naval et afficher certaines de ses collections dans un musée et une galerie d'art de la ville de Plymouth agrandis
Le sous-marin à propulsion nucléaire HMS Courageous, utilisé pendant la guerre des Malouines, est conservé au chantier nord en tant que navire-musée, géré par le Centre du patrimoine.

### Déclassement des sous-marins nucléaires
Treize sous-marins nucléaires hors service ont été stockés à Devonport en 2018 
- HMS Conqueror
- HMS Warspite
- HMS Courageous (defuelled and preserved in North Yard as a museum ship)
- HMS Valiant
- HMS Splendid
- HMS Sovereign
- HMS Spartan
- HMS Superb
- HMS Trafalgar
- HMS Sceptre
- HMS Turbulent
- HMS Tireless
- HMS Torbay

En 2018, la commission des comptes publics du Parlement britannique a critiqué la lenteur du déclassement de ces sous-marins, le ministère de la Défense admettant qu'il avait reporté le déclassement en raison du coût.Le National Audit Office a déclaré en 2019 que les coûts de stockage en attente de tous les sous-marins nucléaires avaient atteint 500 millions de livres sterling.et qu'ils représentaient une responsabilité de 7,5 milliards de livres sterling.

### Surnom

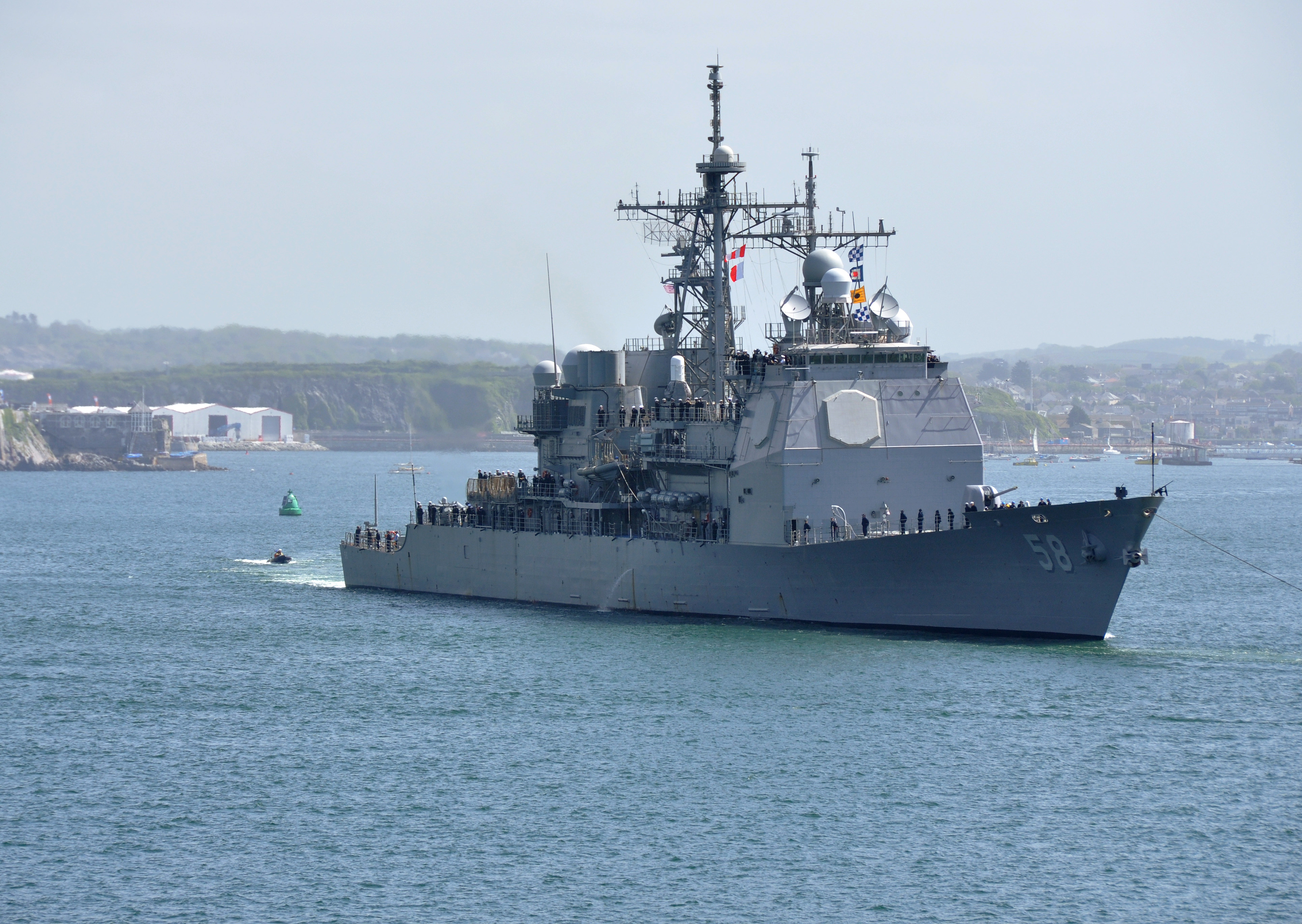
Le visitant Devonport

La base navale de Devonport est toujours surnommée "Guzz" (ou, parfois, "Guz") par les marins. Une suggestion est que cela provient du mot guzzle (manger ou boire avec gourmandise), qui est susceptible de se référer à la consommation de thés à la crème, une délicatesse du West Country et, par conséquent, un lien fort avec la région autour de Plymouth.Une autre explication avancée est que "GUZZ" était l' indicatif d'appel radio pour la station sans fil voisine de l'Amirauté (qui était GZX) à Devil's Point, bien que cela soit contesté et a récemment été réfuté par référence à de réels indicatifs de télégraphie sans fil existant sur le siècle dernier.
Une autre explication est que le nom est venu du mot hindi pour un yard (36 pouces), " guz ", (également orthographié "guzz", à l'époque) qui est entré dans le dictionnaire anglais d'Oxford.et l'utilisation de la Royal Navy.à la fin du XIXe siècle, les marins abrégeant régulièrement "The Dockyard " en simplement "The Yard", ce qui conduit à l'utilisation d'argot du mot hindi pour l'unité de mesure du même nom.Le journal Plymouth Herald a tenté .de résumer les différentes théories, mais aucune conclusion ferme n'a été tirée. Charles Causley a fait référence à Guz dans l'un de ses poèmes, "Song of the Dying Gunner AA1", publié en 1951.
Un "tiddy oggy" est l'argot naval pour un Cornish Pasty et qui était autrefois le surnom d'un marin né et élevé à Devonport.Le cri traditionnel de " Oggy Oggy Oggy " a été utilisé pour encourager l'équipe de Devonport dans la compétition de tir de campagne de la Marine.

## Utilisation
Plus grande base navale d'Europe de l'Ouest, elle possède une superficie de 650 acres (2,6 km2), dont 4 milles (6,4 km) d'accès à la mer. Elle dispose de 15 cales sèches, et emploie plus de 2 500 hommes, militaires et civils.
HMNB Devonport est le port d'attache des navires amphibies et de la moitié des frégates de la Royal Navy, et sert également de base d'entraînement. Plus de 5 000 navires transitent par la base chaque année.

## Fuites de déchets nucléaires
Devonport a été le site d'un certain nombre de fuites de déchets nucléaires associés aux sous-marins nucléaires qui y sont basés.
- Novembre 2002: «Dix litres de liquide de refroidissement radioactif s'échappent du HMS Vanguard " [53]
- Octobre 2005: "Les précédents déversements radioactifs signalés au chantier naval comptent au moins un en octobre 2005, quand il a été confirmé que 10 litres d'eau s'échappaient alors que le circuit principal du réacteur du HMS Victorious était en cours de nettoyage pour réduire les radiations[54]
- Novembre 2008: "La Royal Navy a confirmé jusqu'à 280 litres d'eau, susceptibles d'avoir été contaminés au tritium, versés par un tuyau éclaté alors qu'il était pompé du sous-marin dans les premières heures de vendredi."
- Mars 2009: "Le 25 mars, de l'eau radioactive s'est échappée du HMS Turbulent pendant que le système de décharge du réacteur était rincé au chantier naval de Devonport" [55]

## Administration

### Commissaires de la marine
Jusqu'en 1832, le chantier naval royal de Plymouth, était administré par un commissaire de la marine au nom du Navy Board à Londres dont : ,,

#### Commissaires résidents Plymouth
- Capitaine Henry Greenhill, nommé le 25 décembre 1691
- Capitaine George St Lo, nommé le 26 mars 1695
- Capitaine William Wright, nommé le 1er mai 1703
- Capitaine Henry Greenhill, nommé en février 1704
- Capitaine William Wright, nommé le 1er juillet 1708
- Capitaine Richard Edwards, nommé le 19 juin 1711
- Capitaine William Jumper, Nommé le 12 novembre 1714
- Capitaine Thomas Swanton, nommé le 30 mars 1715
- Capitaine Francis Dove, nommé le 23 juillet 1716
- Capitaine Nicholas Trevanion, nommé le 22 avril 1726
- Capitaine Matthew Morris, nommé le 9 décembre 1737
- Capitaine Philip Vanbrugh, nommé le 8 janvier 1738
- Capitaine Frederick Rogers, Bart., Nommé le 3 octobre 1753
- Capitaine Paul Henry Ourry, nommé le 30 janvier 1775
- M. Edward Le Cras, nommé en décembre 1782
- Capitaine John Laforey, Bart., Nommé le 6 mai 1784
- Capitaine Robert Fanshawe, nommé le 13 novembre 1789
- Capitaine William Shield, nommé le 12 décembre 1815-1822

#### Commissaires résidents Devonport
- Capitaine William Shield, 1823–1828
- Capitaine Charles BH Ross, nommé le 13 mars 1829.

Par un décret du 27 juin 1832, le rôle du commissaire fut remplacé par un amiral-surintendant

### Amiral surintendants de la cour
En 1832, le Navy Board a été aboli, tout sauf les quais de canons a été placé sous le contrôle direct de l' Amirauté. Un officier en service de la Royal Navy, généralement de rang contre-amiral, a été nommé amiral-surintendant du chantier naval; cependant, le poste était parfois occupé par un commodore-surintendant ou même un vice-amiral. Ils étaient responsables de tous les services de soutien civil exploités par les départements des chantiers navals, :
- Contre-amiral Sir John Louis, Nommé le 16 décembre 1846
- Le commodore Lord John Hay, nommé le 9 février 1850;
- Commodore Michael Seymour, nommé le 8 septembre 1851
- Le contre-amiral Hon. Montagu Stopford, nommé le 21 mars 1854
- Contre-amiral Henry Eden, nommé le 4 août 1854
- Contre-amiral Michael Seymour, nommé le 12 décembre 1854
- Contre-amiral Sir James Hanway Plumridge, nommé le 19 février 1855
- Contre-amiral sir Thomas Sabine Pasley Bart, nommé le 4 décembre 1857
- Contre-amiral Thomas Matthew Charles Symonds, nommé le 1er décembre 1862
- Vice-amiral Hon. James Robert Drummond, nommé le 24 avril 1866
- Contre-amiral William Houston Stewart, nommé le 5 juin 1870
- Vice-amiral Sir William King-Hall, nommé le 20 novembre 1871
- Contre-amiral William Charles Chamberlain, nommé le 5 août 1875
- Contre-amiral George Ommanney Willes, nommé le 1er mai 1876
- Contre-amiral Charles Webley Hope, nommé le 1er février 1879
- Contre-amiral Charles Thomas Curme, nommé le 20 février 1880
- Contre-amiral John Crawford Wilson, nommé le 23 février 1885
- Vice-amiral Henry Duncan Grant, nommé le 10 juillet 1885
- Vice-amiral Sir Walter James Hunt-Grubbe, nommé le 1er août 1888
- Contre-amiral Sir Robert Henry More Molyneux, nommé le 4 août 1891
- Contre-amiral Edmund John Church, nommé le 7 août 1894
- Contre-amiral Henry John Carr, nommé le 3 novembre 1896
- Vice-amiral Sir Thomas Sturges Jackson, nommé le 7 juillet 1899
- Contre-amiral William Hanam Henderson, nommé le 11 juillet 1902 (nommé vice-amiral en poste, 1904)
- Vice-amiral Charles James Barlow, nommé le 31 mars 1906
- Vice-amiral Charles Henry Cross, nommé le 31 mars 1908
- Vice-amiral Robert Henry Simpson Stokes, nommé le 4 octobre 1910
- Contre-amiral Godfrey Harry Brydges Mund, nommé le 11 décembre 1913
- Contre-amiral Sir Arthur Henniker-Hughan Bart, nommé le 18 décembre 1916
- Contre-amiral Edwin Veale Underhill, nommé le 1er septembre 1919
- Le contre-amiral Hugh Lindsay Patrick Heard, nommé le 20 septembre 1922
- Vice-amiral Louis Charles Stirling Woollcombe, nommé le 1er novembre 1926
- Vice-amiral Oliver Backhouse, 1er mars 1927 et renommé le 10 octobre 1929
- Vice-amiral Harold Owen Reinold, nommé le 2 mars 1931
- Vice-amiral Arthur Lionel Snagge, nommé en 1935
- Vice-amiral Arthur Ninian Dowding, nommé le 27 septembre 1938
- Vice-amiral Randolph Stewart Gresham Nicholson, nommé le 18 décembre 1945
- L'amiral Philip King Enright, nommé le 6 février 1950
- Vice-amiral Leslie Newton Brownfield, nommé le 31 mars 1954
- Vice-amiral Lancelot Arthur Babington Peile, nommé en novembre 1957
- Vice-amiral George David Archibald Gregory, nommé le 29 septembre 1960
- Contre-amiral AJ Cawthra , nommé le 2 avril 1964
- Contre-amiral Denis Bryan Harvey "Dick" Wildish, nommé du 26 octobre 1966 jusqu'en mai 1970

Le 30 décembre 1970, le vice-amiral JR McKaig a été nommé amiral de port, base navale de Sa Majesté, Devonport, et officier de pavillon, Plymouth. Le 5 septembre 1971, tous les officiers de pavillon de la Royal Navy occupant des postes d'amiraux surintendants aux Royal Dockyards ont été redessinés en amiraux de port.

### L'amiral de port Devonport et l'officier de pavillon Plymouth
Titulaires de poste inclus :
- Vice-amiral Rae McKaig, nommé de décembre 1970 à mars 1973
- Vice-amiral Arthur Power, nommé de mars 1973 à février 1975
- Vice-amiral Gordon Tait, nommé de février 1975 à janvier 1977
- Vice-amiral John Forbes, nommé de janvier 1977 à janvier 1979
- Vice-amiral Peter Berger, nommé de janvier 1979 à février 1981
- Vice-amiral Simon Cassels, nommé de février 1981 à septembre 1982
- Vice-amiral David Brown, nommé en septembre 1982 - 1985
- Vice-amiral Robert Gerken, nommé de septembre 1985 à mars 1987
- Vice-amiral John Webster, nommé de mars 1987 à avril 1990
- Vice-amiral Alan Grose, nommé avril 1990 - septembre 1992
- Vice-amiral Roy Newman, nommé en septembre 1992 - 1996

## Établissements associés à proximité
Plusieurs établissements ont été installés dans les environs de Devonport et Plymouth en relation directe soit avec le Royal Dockyard, soit avec l'utilisation de Plymouth comme base pour la flotte, notamment :
- Royal Citadel, Plymouth (1665), construit pour défendre le port et le mouillage, actuellement la base du 29 Commando Regiment, Royal Artillery .
- Défenses du chantier naval, y compris Devonport Lines (1758) et plus tard Palmerston Forts, Plymouth
- Royal Naval Hospital, Stonehouse (1760, fermé en 1995)
- Stonehouse Barracks (1779), quartier général de la 3 brigade commando, Royal Marines .
- Admiralty House, Mount Wise (1789), ancien quartier général du commandant en chef, Plymouth (avec le quartier général militaire combiné de la Seconde Guerre mondiale (plus tard quartier général maritime de Plymouth), il a été déclassé en 2004)[64].
- Brise-lames de Plymouth (1812)
- Royal William Victualling Yard (1835) construit par les Victualling Commissioners à Stonehouse à proximité pour approvisionner la Royal Navy (fermé en 1992 et transformé en logement).
- HMS Raleigh, établissement de formation de base RN, à travers le Hamoaze à Torpoint, Cornwall .
- RM Turnchapel, une ancienne installation militaire des Royal Marines (mise hors service en 2014).